# 12295 Tasso
12295 Tasso este un asteroid din centura principală de asteroizi.

## Descriere
12295 Tasso este un asteroid din centura principală de asteroizi. A fost descoperit pe 2 august 1991 la Observatorul La Silla de Eric Walter Elst. Asteroidul prezintă o orbită caracterizată de o semiaxă mare de 2,42 ua, o excentricitate de 0,21 și o înclinație de 3,3° în raport cu ecliptica.